# Bara’ Marei
Bara’ Sami Mousa Marei (arab. براء سامي موسى مرعي; ur. 13 kwietnia 1994 w Ammanie) – jordański piłkarz grający na pozycji środkowego obrońcy. Jest wychowankiem klubu Al-Faisaly Amman. Został srebrnym medalistą Pucharu Azji 2023.

## Kariera piłkarska
Swoją karierę piłkarską Marei rozpoczął w klubie Al-Faisaly Amman, w którym w 2013 roku zadebiutował w pierwszej lidze jordańskiej. W sezonie 2013/2014 wywalczył z nim wicemistrzostwo kraju, a w sezonie 2014/2015 zdobył Puchar Jordanii. W sezonie 2015/2016 był wypożyczony do saudyjskiego Abha Club. W sezonie 2016/2017 ponownie grał w Al-Faisaly, z którym sięgnął po dublet. Wiosną 2017 przebywał na wypożyczeniu w saudyjskim Al-Tai FC. Z kolei w sezonie 2017/2018 był wypożyczony do Shabab Al-Ordon Club.

## Kariera reprezentacyjna
W reprezentacji Jordanii Marei zadebiutował 31 sierpnia 2016 w zremisowanym 1:1 towarzyskim meczu z Libanem. W 2019 roku został powołany do kadry na Puchar Azji. Zagrał także na Pucharze Azji 2023. Tam zdobył z Jordanią srebrny medal.